# Ogród Botaniczny Koishikawa
Ogród Botaniczny Koishikawa (jap. 小石川植物園 Koishikawa Shokubutsu-en) – ogród botaniczny znajdujący się w dzielnicy Bunkyō, w Tokio, w Japonii.
Obecnie ogród jest zarządzany przez Uniwersytet Tokijski (jap. 東京大学  Tōkyō Daigaku)).

## Historia

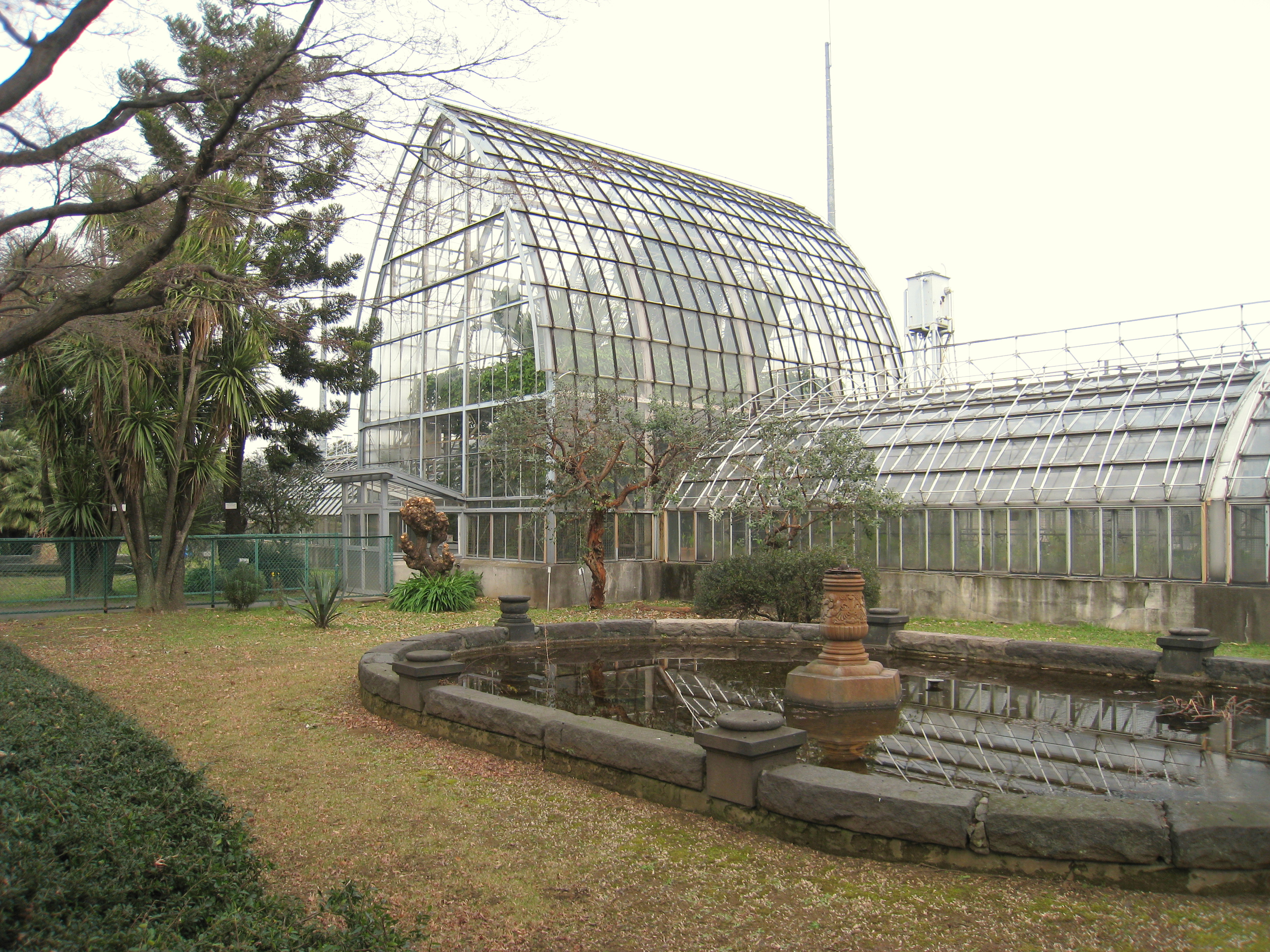
Szklarnia ogrodu Koishikawa

Istnienie parku datuje się od roku 1684. Wtedy to siogun Tsunayoshi Tokugawa utworzył na tym terenie ogród zielarski, który w późniejszym okresie zaopatrywał biedotę okresu Edo w niezbędne medykamenty.
W roku 1877 (restauracja Meiji) pieczę nad parkiem przejął Cesarski Uniwersytet Tokijski (obecnie Uniwersytet Tokijski). Było to miejsce do prowadzenia badań botanicznych. Parę lat później na terenie parku zbudowano małą bibliotekę oraz budynek przeznaczony do prowadzenia prac badawczych i wykładów. Uczelnia skupiła także swoją uwagę na arboretum.

## Roślinność
Na terenie ogrodu prowadzone są badania z zakresu fitofizjologii i ewolucji roślin.
W ogrodzie znajduje się ponad 4 tysiące gatunków roślin, w tym ok. 1400 mrozoodpornych roślin drzewiastych, ok. 1500 mrozoodpornych roślin zielnych i ok. 1100 gatunków roślin tropikalnych i subtropikalnych. Niektóre z gatunków obecnych w ogrodzie to:

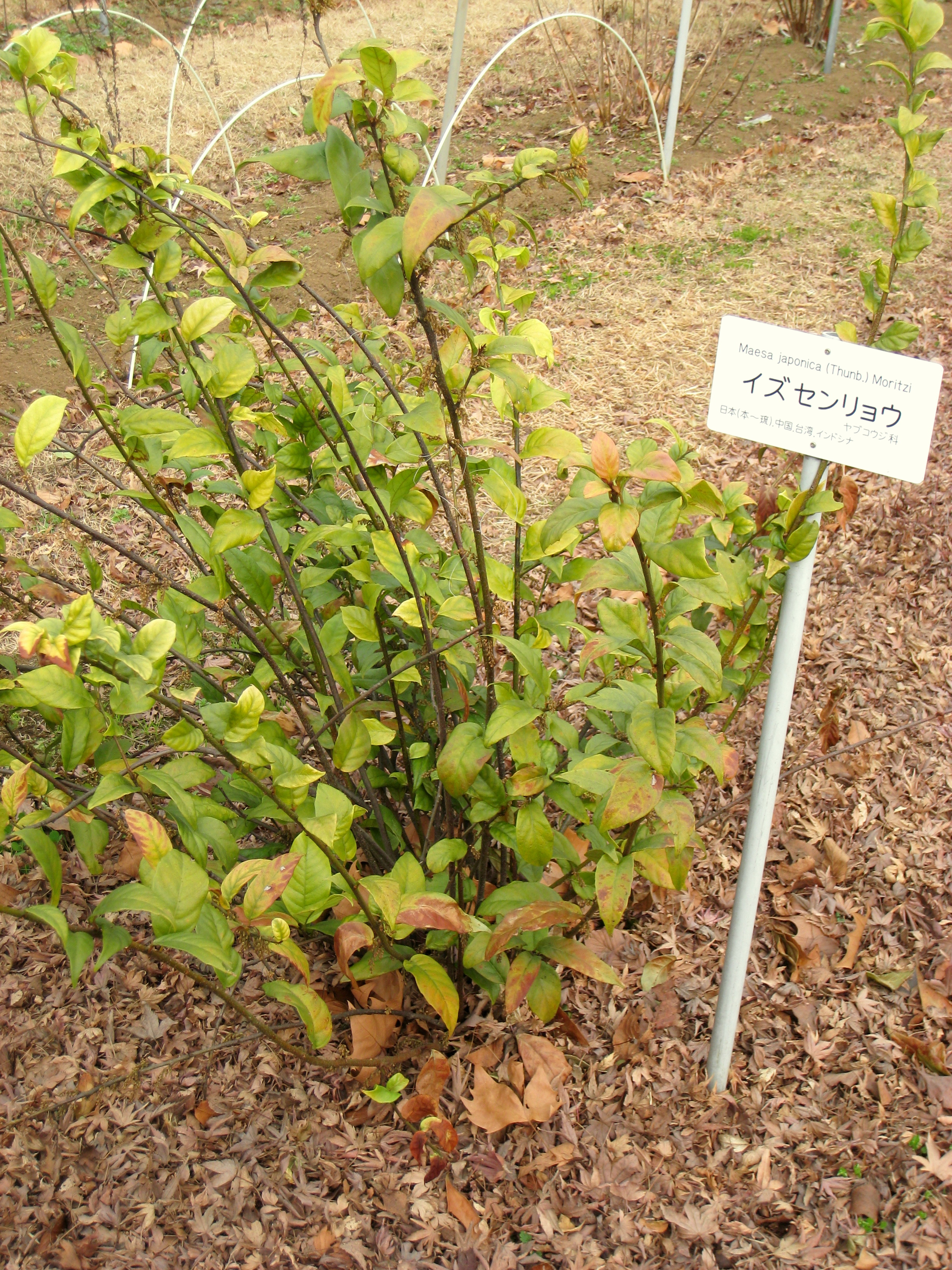
Maesa japonica. Podobne oznakowania otrzymuje każdy gatunek w ogrodzie.

- pigwowiec chiński – drzewo pochodzące w Chin, uznawane tam za roślinę o właściwościach leczniczych;
- miłorząb dwuklapowy;
- morela japońska (ume), wiśnia piłkowana (sakura) i inne gatunki z rodzaju Prunus;
- gatunki z rodzaju kamelia;
- wiele gatunków klonów;
- gatunki z rodzaju pierwiosnek;
- gatunki drzew z rodziny magnoliowatych.

## Filia ogrodu w Nikkō
W 1902 r. utworzono filię ogrodu Koishikawa w prefekturze Tochigi, w miejscowości Nikkō. Umożliwiło to prowadzenie badań specjalistycznych na roślinach górskich. Ogród ten nazywa się Ogród Botaniczny Nikkō (jap. 日光植物園 Nikkō Shokubutsu-en). Posiada również bogaty zielnik, przechowujący ponad 1,4 mln okazów. Księgozbiór ogrodowej biblioteki liczy około 20 tys. pozycji, głównie z dziedziny botaniki.
Ogród w Nikkō jest otwarty dla zwiedzających od godziny 9:00 do 16:30, z wyjątkiem zimy, gdy jest zamykany.
Do parku dostać się można m.in. koleją JR, wysiadając na stacji Nikkō.